# Acceptation (roman)
Pour les articles homonymes, voir Acceptation.
Acceptation (titre original : Acceptance) est un roman de science-fiction de Jeff VanderMeer publié pour la première fois en 2014 puis traduit et publié en français en 2018. Ce roman est le troisième tome de la trilogie du Rempart Sud. 

## Résumé
Dans ce roman, l'auteur alterne les temporalités ainsi que les points de vue de plusieurs personnages de Annihilation et Autorité, les deux premiers tomes de la trilogie du Rempart Sud.
Le gardien du phare
Dans les années précédant l'apparition de la Zone X, Saul Evans, le gardien d'un phare, noue une amitié avec Gloria, âgée de neuf ans. La jeune fille deviendra la directrice du Rempart Sud mais également la psychologue de la douzième expédition dans la Zone X. Tout en entretenant le phare (le même que celui de la Zone X), Saul est frustré par les visites incessantes de Henry et Suzanne, deux membres de la Brigade Science & Spiritualité (BS&S) qui réalisent des expériences impliquant la lanterne du phare. Un jour, alors qu'il nettoie le terrain, Saul aperçoit une mystérieuse fleur de lumière sur le sol. Alors qu'il tente de la cueillir, il se blesse le doigt. Saul fait ensuite des cauchemars intenses : il s'imagine entrer dans son phare pour découvrir qu'il s'est transformé en tour. Quand il se réveille, Saul commence à réciter le sermon écrit par le Rampeur sur les murs de la tour, tels que décrits dans Annihilation.
Gloria part rejoindre son père divorcé qui habite loin et, peu après, un incendie se déclare sur Failure Island, détruisant le siège de la BS&S. Saul devient de plus en plus obsédé par le sermon. Finalement, il retourne au phare la nuit et voit une lumière rougeoyante émaner de la trappe à côté de la lanterne. Saul entre dans la lumière. Quand il se réveille, il trouve les corps de Henry et Suzanne à ses côtés. Cependant, un double de Henry arrive et affronte Saul. Les deux hommes tombent finalement du haut du phare. Saul survit mais, alors qu'il tente de s'enfuir, des visions de la Zone X inondent son esprit. Saul finit par arrêter de courir après avoir accepté la défaite. Le clone de Saul, l'un des premiers générés par la Zone X, continue de travailler en tant que gardien du phare.
La directrice
La deuxième chronologie décrit l'arrivée de Gloria au sein de l'agence du Rempart Sud, ainsi que sa promotion au poste de directrice. Elle entretient des relations tendues avec James Lowry, le seul survivant de la première expédition et le responsable de l'organisation de chaque voyage ultérieur dans la Zone X. Sans alerter personne du Rempart Sud, Gloria traverse secrètement la frontière vers la Zone X avec Whitby Allen, un scientifique du Rempart Sud. Ils visitent la maison d'enfance de Gloria, rencontrent le Rampeur dans la tour et se rendent dans le phare. La directrice y trouve un sac à dos contenant le téléphone portable et la fleur mentionnés dans Autorité.
À son retour, la directrice refuse de raconter ses expériences à James Lowry. Elle commence à planifier la douzième expédition et s’entretient avec la biologiste de la mission. La directrice ayant un cancer en phase terminale, elle décide de se joindre à cette expédition dans l'espoir de visiter la Zone X une dernière fois. Elle apprend que la BS&S peut avoir été impliquée dans la création de la Zone X. Quand elle aborde ce sujet avec James Lowry, il refuse de la croire. Enfin, la directrice sort une photographie du téléphone portable qu'elle a trouvé dans la zone X, affirmant qu'il appartenait à James et qu'il était utilisé pour communiquer avec la Zone X elle-même. Ce dernier admet finalement que le téléphone lui a appartenu et s’éloigne.
L'histoire de la directrice se termine par son embarquement pour la douzième expédition en tant que psychologue. Dans sa poche se trouve une lettre adressée à Saul Evans, qu’elle espère pouvoir lui remettre lors de leur prochaine rencontre. Cependant, comme le montre Annihilation, elle meurt avant que Saul puisse recevoir son message : des excuses pour ne jamais être revenue au phare quand elle était enfant et sa promesse de toujours se souvenir de lui en tant que gardien de la lumière.
Oiseau Fantôme et Control
Control et Oiseau Fantôme entrent dans la Zone X par un portail sous-marin auparavant inconnu. Ils errent dans une nature sauvage avant d'arriver à Failure Island, où ils rencontrent Grace Stevenson, la directrice adjointe de Rempart Sud. Grace révèle la raison pour laquelle la Zone X grandit si rapidement : le temps passe plus vite à l’intérieur de la frontière. En fait, bien que Control et Oiseau Fantôme n’aient disparu que depuis quelques semaines, Grace attend sur l'île depuis trois ans. Grace leur montre également le « testament » de la biologiste, détaillant ce qui lui est arrivé après les événements décrits dans Annihilation : la biologiste est arrivée sur l'île à la recherche de son mari, croyant que l'homme qui était revenu de la onzième expédition n’était qu'une copie engendrée par la Zone X. Elle ne le trouve pas mais rencontre un hibou qui deviendra son compagnon pour les trente prochaines années. Finalement, le hibou meurt et la lumière qui afflige la biologiste l'engloutit.
Grace annonce que la biologiste est de retour sur l'île. Oiseau Fantôme, elle-même une copie de la biologiste engendrée par la zone X, rencontre son identité d'origine, bien que la biologiste initiale se soit transformée en une énorme créature faite du paysage lui-même. Control, Oiseau Fantôme et Grace décident de retourner dans la tour, où Oiseau Fantôme rencontre le Rampeur. Quand elle le touche, elle voit la naissance de la Zone X, comme si c'était son propre univers. Grace tire sur le Rampeur et frappe accidentellement Oiseau Fantôme. Control, quant à lui, est en train de mourir, après avoir été touché par le Rampeur. Il descend plus loin dans la tour et saute finalement dans la lumière qui l'attend au fond. Il semble transformé en un lapin ou un lièvre, et est décrit comme ayant des pattes plutôt que des pieds quand il saute.
Grace et Oiseau Fantôme sortent de la tour et se dirigent vers la frontière. Elles trouvent le bâtiment du Rempart Sud abandonné. Elles continuent toutes deux à marcher, ne sachant pas si la Zone X a disparu ou si la frontière s'est encore élargie.

## Éditions
- Acceptance, Farrar, Straus and Giroux, 2 septembre 2014, 338 p.  (ISBN 978-0-374-10411-5)
- Acceptation, Au diable vauvert, 1er mars 2018, trad. Gilles Goullet, 378 p.  (ISBN 979-10-307-0177-7)
- Acceptation, Le Livre de poche, no 35350, 10 avril 2019, trad. Gilles Goullet, 408 p.  (ISBN 978-2-253-18380-8)